# D.A.R.Y.L.
D.A.R.Y.L. je američki znastvenofantastični film 
iz 1985. godine, kojeg je režirao Simon Wincer. Također, potrebno je napomenuti kako su scenarij za film napisali David Ambrose, Allan Scott i Jeffrey Ellis, te da su glavne uloge tumačili: Barret Oliver, Mary Beth Hurt, Michael Corkill i Josef Sommer.

## Radnja
"Daryl" (čije je ime akronim za Data Analyzing Robot Youth Lifeform, što bi u slobodnom prijevodu značilo "Robot za 
analiziranje podataka mladenačkog izgleda") je stvoren od strane vlade, kao jedna vrsta eksperimenta vezanog uz umjetnu 
inteligenciju. Nadalje, bitno je napomenuti kako slijedom događaja jedan od znastvenika koji su od samih početaka bili prisutni uz, 
već prethodno spomenuti, eksperiment, odlučuje osloboditi Daryla, tijekom čega on sam i pogiba. 
Daryla potom uzima sirotište, kojega ga nakon nekog vremena privremeno smješta kod skrbnika po imenu g. i gđa. Richardson. Također, 
važno je napomenuti kako se Daryl ne sjeća niti tko je a isto tako niti što je. Nadalje, živeći životom običnog dječaka u obitelji 
Richardson, Daryl počinje pokazivati prve znake svojih izvanrednih sposobnosti. Ondje, tj. tijekom svog boravka u obitelji 
Richardson, on upoznaje njihove a u tom trenutku i njegove susjede, Howiea i Ellen, kao i njihovu djecu Sherie i Turtlea. Tijekom 
filma, Daryl pokazuje veliki broj nevjerojatnih sposobnosti, koje uključuju nevjerojatnu sposobnost igranja baseballa, interakcije 
s ATM uređajima i igranja videoigara, čime izaziva veliko čuđenje Turtlea.
Međutim, upravo u trenucima kada Richardsoni počnu u potpunosti prihvaćati Daryla, njihovu novo-otkrivenu sreću raspršuje vlada, 
koja ga vraća nazad u ustanovu u kojoj je bio stvoren. Naime, eksperiment D.A.R.Y.L. je proglašen neuspjelim, što je nadalje dovelo 
do donošenja odluke o dječakovom, tj. Darylovom, uništenju. No, zahvaljujući još jednom dobronamjernom znanstveniku, koji ga 
odlučuje osloboditi, Daryl se uspijeva vratiti u jedini dom za kojeg poznaje, tj. u dom obitelji Richardson. Međutim, druga 
znanstvenica, koja se prethodno predstavljala kao Darylova biološka majka, uzbunjuje organe vlasti. Slijedom daljnjih događaja, 
Daryl koristi auto kao sredstvo svojega bijega, tijekom kojeg, prethodno spomenuti, dobronamjerni znanstvenik biva ustrijeljen, 
nakon čega na samom umoru Darylu govori kako je on stvarna osoba. Nadalje, upravljajući SR-71 Blackbirdom, Daryl lažira svoje 
uništenje i to u trenucima kada zrakoplovi Američkih zrakoplovnih snaga razaraju njegovu letjelicu. Nakon iskakanja iz zrakoplova i 
spuštanja u jezero, oštećeni Daryl pronalazi svoj put do doma obitelji Richardson. Naposljetku, u posljednjim scenama filma u 
bolnici se pojavljuje znanstvenica koja je svo ovo vrijeme Daryla smatrala ništa više do alatom. No, upravo prethodno spomenuta 
znanstvenica odlučuje popraviti njegov elektronski mozak a time i vratiti ga u život, kao i dati mu još jednu priliku da živi sa 
Richardsonima.

## Glavne uloge
- Mary Beth Hurt kao Joyce Richardson
- Michael McKean kao Andy Richardson
- Barret Oliver kao Daryl
- Kathryn Walker kao Ellen Lamb
- Colleen Camp kao Elaine Fox
- Josef Sommer kao Dr. Jeffrey Stewart
- Ron Frazier kao general Graycliffe
- Steve Ryan kao Howie Fox
- David Wohl  kao g. Nesbitt
- Danny Corkhill kao Turtle Fox
- Amy Linker kao Sherie Lee Fox
- Ed L. Grady kao g. Bergen
- Tucker McGuire kao gđa. Bergen
- Richard Hammatt kao dr. Mulligan

## Vanjske poveznice
- D.A.R.Y.L u internetskoj bazi filmova IMDb-a
- D.A.R.Y.L.  Arhivirana inačica izvorne stranice od 16. veljače 2021. (Wayback Machine) na All Movie Guideu